# Hardfloor

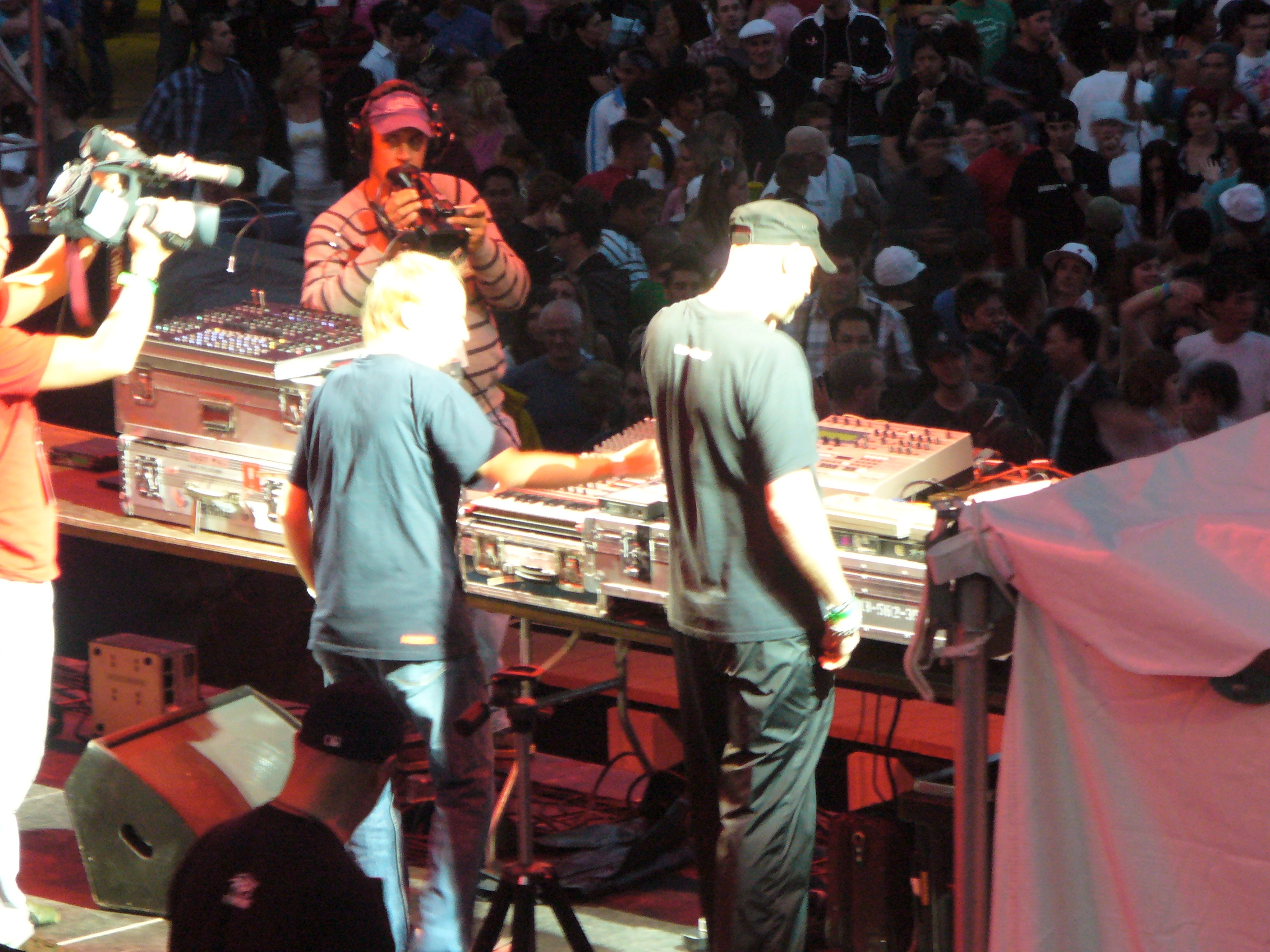
Hardfloor

Hardfloor es un dúo alemán de techno, formado por Oliver Bondzio y Ramon Zenker. Su producción más conocida es el tema "Acperience 1" (titulado simplemente "Acperience" en muchos recopilatorios).
Su distintivo sonido acid se debe a su habilidad a la hora de manipular el sintetizador de bajo Roland TB-303. 

## Discografía

### Álbumes
| TB Resuscitation                 | 1993 | Harthouse     |
| Respect                          | 1994 | Harthouse     |
| Homerun                          | 1996 | Harthouse     |
| The Best Of Hardfloor            | 1997 | Eye Q Records |
| All Targets Down                 | 1998 | Harthouse     |
| So What?!                        | 2000 | Harthouse     |
| 4 Out Of 5 Aliens Recommend This | 2005 |               |
| Compiler 1.0                     | 2006 |               |
| The Life We Choose               | 2007 |               |

#### Da Damn Phreak Noize Phunk
Hardfloor también ha publicado álbumes bajo el seudónimo Da Damn Phreak Noize Phunk. Esta parte de su trabajo se orienta más hacia la música chillout y lounge.
| Electric Crate Digger               | 1999 | Studio !K7            |
| Take Off Da Hot Sweater             | 2002 | Combination Records   |
| Lost & Found                        | 2003 | Combination Records   |
| The Chearleaders Are Smilin' At You | 2009 | Mole Listening Pearls |

#### ÁLbumes recopilatorios mezclados por Hardfloor
| Hardfloor presents X-MIX: Jack The Box         | 1998 | Studio K7        |
| Our Acid Experience                            | 2006 |                  |
| Tales Of The Unexpected 3 - Mixed By Hardfloor | 2008 | Platipus Records |

### Sencillos y EP
| Let Da Bass Go                                      | 1991 | Eye Q Records    |
| Drug Overlord                                       | 1992 | Eye Q Records    |
| Hardtrance Acperience E.P.                          | 1992 | Harthouse        |
| Trancescript                                        | 1993 | Harthouse        |
| Into The Nature                                     | 1994 | Harthouse        |
| Funalogue Mini Album                                | 1994 | Harthouse        |
| Mr. Anderson / Fish & Chips                         | 1994 | Harthouse        |
| Mahogany Roots                                      | 1994 | Harthouse        |
| Respect                                             | 1994 | Harthouse        |
| Respected Remixes                                   | 1995 | Harthouse        |
| Da Damn Phreak Noize Phunk?                         | 1995 | Harthouse        |
| Strikeout                                           | 1996 | Harthouse        |
| Beavis At Bat                                       | 1996 | Harthouse        |
| Da Damn Phreak Noize Phunk? Volume 2                | 1997 | Harthouse        |
| Hardfloor Will Survive (collaboration with Phuture) | 1998 | Harthouse        |
| Skill Shot                                          | 1999 | Harthouse        |
| Smash The Gnat                                      | 2000 | Harthouse        |
| Communication To None                               | 2001 | Harthouse        |
| Underexposed Above Average                          | 2001 | Harthouse        |
| Alphabetical / Received Files / Me Too              | 2003 | www.hardfloor.de |
| Da Revival / Hubbub Rub                             | 2004 | www.hardfloor.de |
| Soulful Spirit / Mrs. Broflovski                    | 2004 | www.hardfloor.de |
| Murano / Joppiemuffler                              | 2004 | www.hardfloor.de |
| Groupie Love / Plasticacid / Jack the House         | 2005 | www.hardfloor.de |
| T 2 Da C (Da Remixes)                               | 2005 | www.hardfloor.de |
| Devils & Donuts / Who took da box?                  | 2006 | www.hardfloor.de |
| Tugger / Butterflies in Bottermelk                  | 2006 | www.hardfloor.de |
| Hitchhiker Habits / Blueprint (by Rob Acid)         | 2006 | www.hardfloor.de |
| 707 (by Andreas Andreas) / It's Him, It's Him       | 2007 | www.hardfloor.de |

### Remixes seleccionados
- Robert Armani - "Circus Bells" 1993 Djax-Up-Beats.
- Sourmash - "Pilgrimage To Paradise" 1994 Prolekult Records.
- Mory Kante - "Yé ké yé ké" 1995 FFRR Records.
- Bassheads - "Is There Anybody Out There?" 1995 Deconstruction Records (Desa Basshead).
- New Order - "Blue Monday" 1995 London Records.
- Baby Doc And The Dentist - Mantra To The Buddha 1995 TEC (Truelove Electronic Communications).
- TWA - "Nasty Girls" 1995 Mercury Records.
- The Shamen - "Destination Eschaton" 1995 Epic Records.
- Depeche Mode - "It's No Good" 1997 Mute Records.